# Børns Vilkår
 Der er for få eller ingen kildehenvisninger i denne artikel, hvilket er et problem. Du kan hjælpe ved at angive troværdige kilder til de påstande, som fremføres i artiklen.

Børns Vilkår er en social humanitær interesseorganisation, som arbejder for at forbedre børn og unges vilkår, opvækst og udviklingsmuligheder i Danmark. Organisationens overordnede fokusområder er svigt, mobning og skilsmisse.

## Børns Vilkårs arbejde
Børns Vilkår arbejder for at stoppe svigt af børn og for børns ret til en tryg barndom. Det gør de gennem en række forskellige tiltag, som henvender sig til børn, forældre og fagpersoner. Disse tiltag tæller bl.a. rådgivningslinjer, undervisning og en bisidderordning, der vejleder og hjælper børn og unge med at få den hjælp af kommunen, som de har brug for. Børns Vilkår arbejder desuden for at fremme børns rettigheder og vilkår ved at påvirke den politiske dagsorden.
BørneTelefonen er den største af Børns Vilkårs rådgivningslinjer. Her kan børn og unge henvende sig anonymt om store og små problemer. Rådgiverne på BørneTelefonen er frivillige voksne med en børnefaglig uddannelse. BørneTelefonen består af en telefonlinje, chatservice, brevkasse, sms-linje samt et online forum, hvor børnene selv giver råd til hinanden.
BørneTelefonen har eksisteret siden 1987 og er den største rådgivningslinje til børn og unge i Danmark.
BørneTelefonen havde i 2022 60.450 samtaler med børn og unge. Over for medier og politikere løfter Børns Vilkår de mange stemmer fra BørneTelefonen og peger på de steder, hvor børns retsstilling og trivsel er truet. 
I 2022 åbnede Børns Vilkår ungerådgivningen HØRT, som er henvendt til unge mellem 15 og 24 år, som har brug for et forum, hvor de kan tale om det, der er svært.   
Desuden kan børn og unge få en bisidder gennem Børns Vilkår, som bistår dem i børnesamtaler med myndighederne.  
Børns Vilkår underviser også skoleelever, fagpersoner og forældre om mobning, trivsel og digital adfærd som et led i deres arbejde med at fremme børns trivsel.

## Historie
Børns Vilkår blev grundlagt i 1977 af blandt andre Frode Muldkjær, Tine Bryld og Svend Heinild. Oprindeligt var der ikke tale om en forening, men en fond, der indsamlede midler til gavn for børn i Danmark. Det dominerende tema var dengang fysisk mishandling af børn, hvad der i 1970'ernes Danmark ikke var meget fokus på. Børns Vilkår arbejdede derfor på at få ophævet forældrenes revselsesret. Et ønske, som Folketinget imødekom 20 år senere (i 1997).  
I dag (2023) er Børns Vilkår en forening med over 700 aktive frivillige og ca. 72.000 personlige støtter 
Rasmus Kjeldahl (tidligere direktør i Forbrugerrådet) tiltrådte i 2013 som direktør for Børns Vilkår og afløste Peter Albæk (2004-2013) som i dag er formand for børne- og unge-krisecenteret Joannahuset. Tidligere forsvarschef Peter Bartram er formand for bestyrelsen (valgt i 2017).

## Ekstern henvisning
- Børns Vilkårs hjemmeside